# All the Right Moves
„All the Right Moves” – pierwszy singel zespołu OneRepublic z ich drugiego albumu Waking Up. Autorem tekstu utworu jest wokalista zespołu, Ryan Tedder. Singel został wydany w USA 29 września 2009 roku i jest on pierwszym singlem dla wszystkich krajów z wyjątkiem Austrii i Niemiec, gdzie pierwszym singlem był utwór "Secrets".

## Lista utworów
- CD Singiel

1. "All the Right Moves" – 3:59
2. "All the Right Moves" (Filthy Dukes remix) – 5:05

## Teledysk
Oficjalny teledysk miał premierę 9 października 2009 roku na VH1.com i MTV.com. Teledysk wyreżyserował Wayne Isham. W teledysku zespół śpiewa na małej scenie podczas balu maskowego. W czasie występu zespołu, uczestnicy balu poruszają się w rytm muzyki, a mały chłopiec zbiera skromne datki. Ubiór tancerzy, rekwizyty, tło i taniec w teledysku utrzymane są w stylistyce ery edwardiańskiej.
4 kwietnia 2010 klip zajął 4. miejsce na VH1 Top 20 Video Countdown.

## Pozycje na listach i certyfikaty
| Notowanie (2009/2010)                         | Najwyższa pozycja |
| --------------------------------------------- | ----------------- |
| Austria (Ö3 Austria Top 40)                   | 9                 |
| Belgia (Ultratop 50 Flanders)                 | 8                 |
| Belgia (Ultratop 50 Wallonia)                 | 6                 |
| Czechy (Radio Top 100)                        | 3                 |
| Dania (Tracklisten)                           | 40                |
| Europa (Eurochart Hot 100 Singles)            | 18                |
| Finlandia (Suomen virallinen lista)           | 17                |
| Francja (SNEP)                                | 19                |
| Holandia (Dutch Top 40)                       | 14                |
| Irlandia (IRMA)                               | 5                 |
| Izrael (Media Forest)                         | 2                 |
| Kanada (Canadian Hot 100)                     | 27                |
| Luksemburg (Billboard Digital Songs)          | 2                 |
| Niemcy (Media Control Charts)                 | 14                |
| Norwegia (VG-lista)                           | 10                |
| Nowa Zelandia (Recorded Music NZ)             | 8                 |
| Portugalia (Singles Top 50)                   | 43                |
| Rosja (Russian Music Charts)                  | 7                 |
| Słowacja (Radio Top 100)                      | 8                 |
| Szwecja (Sverigetopplistan)                   | 18                |
| Szwajcaria (Schweizer Hitparade)              | 2                 |
| Świat (World Singles Top 40)                  | 17                |
| USA (Billboard Hot 100)                       | 18                |
| USA (Billboard Pop Songs)                     | 12                |
| USA (Billboard Adult Pop Songs)               | 6                 |
| USA (Billboard Adult Contemporary)            | 17                |
| Tajwan (Top 10 Singles)                       | 3                 |
| Ukraina (Top 40)                              | 21                |
| Węgry (Mahasz)                                | 16                |
| Wielka Brytania (The Official Charts Company) | 26                |

| Notowanie (2009)                 | Pozycja |
| -------------------------------- | ------- |
| Szwajcaria (Schweizer Hitparade) | 68      |

| Notowanie (2010)                  | Pozycja |
| --------------------------------- | ------- |
| Austria (Ö3 Austria Top 40)       | 63      |
| Europa (European Hot 100 Singles) | 79      |
| Holandia (Dutch Charts)           | 65      |
| Kanada (Canadian Hot 100)         | 66      |
| Niemcy (Media Control Charts)     | 80      |
| Szwajcaria (Schweizer Hitparade)  | 47      |
| USA (Adult Pop Songs)             | 23      |
| USA (Billboard Digital Songs)     | 52      |
| USA (Billboard Hot 100)           | 54      |
| USA (Billboard Pop Songs)         | 44      |

| Kraj/region       | Wydawca | Certyfikat |
| ----------------- | ------- | ---------- |
| Australia         | ARIA    | złoto      |
| Kanada            | CRIA    | platyna    |
| Nowa Zelandia     | RIANZ   | złoto      |
| Stany Zjednoczone | RIAA    | 2x platyna |
| Szwajcaria        | IFPI    | złoto      |

| Kraj/region       | Wydawca | Certyfikat |
| ----------------- | ------- | ---------- |
| Australia         | ARIA    | złoto      |
| Kanada            | CRIA    | platyna    |
| Nowa Zelandia     | RIANZ   | złoto      |
| Stany Zjednoczone | RIAA    | 2x platyna |
| Szwajcaria        | IFPI    | złoto      |